# Sarah Silverman

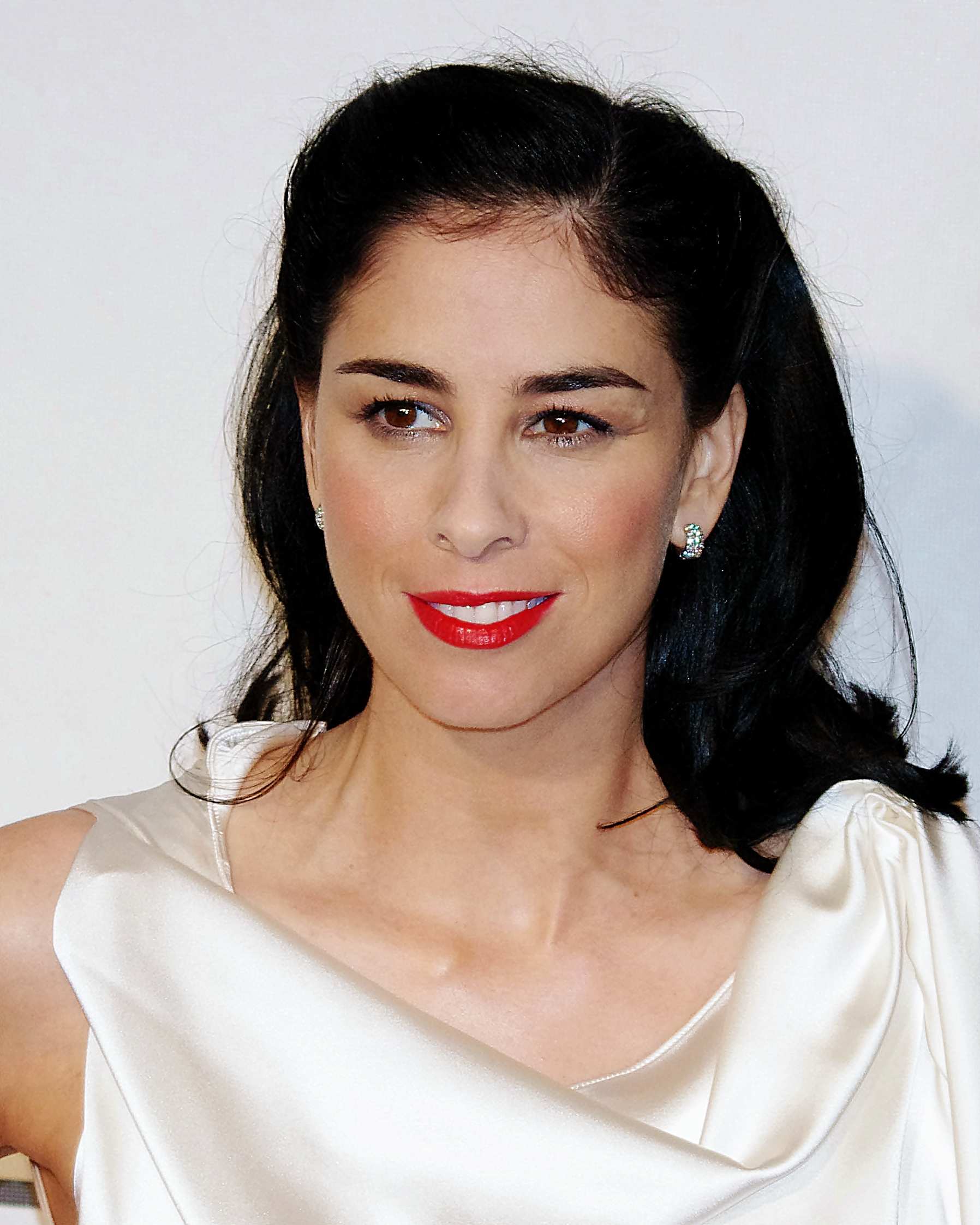
Silverman, 2012

Sarah Kate Silverman (n. 1 decembrie 1970) este o actriță, scriitoare, producătoare și comediantă americană. Comediile sale satirice cuprind subiecte tabu și controversate, ca rasismul, sexismul și cele din religie.

## Filmografie

### Film
| An   | Titlu                             | Rol                           | Note             |
| ---- | --------------------------------- | ----------------------------- | ---------------- |
| 1997 | Who's the Caboose?                | Susan                         | Also co-producer |
| 1998 | Overnight Delivery                | Turran                        |                  |
| 1998 | Bulworth                          | American Politics Assistant   |                  |
| 1998 | There's Something About Mary      | Brenda                        |                  |
| 1999 | Late Last Night                   | Jen                           | Television film  |
| 1999 | The Bachelor                      | Carolyn                       |                  |
| 2000 | What Planet Are You From?         | Woman on Plane                | Uncredited       |
| 2000 | Screwed                           | Hillary                       |                  |
| 2000 | The Way of the Gun                | Raving Bitch                  |                  |
| 2001 | Say It Isn't So                   | Gina                          |                  |
| 2001 | Heartbreakers                     | Linda                         |                  |
| 2001 | Evolution                         | Denise                        |                  |
| 2002 | Run Ronnie Run                    | Network Executive #3          |                  |
| 2003 | School of Rock                    | Patty Di Marco                |                  |
| 2003 | Bad Santa                         | Teacher                       | Uncredited       |
| 2004 | Hair High                         | Cherri (voce)                 |                  |
| 2004 | Nobody's Perfect                  | N/A                           | Short film       |
| 2005 | The Aristocrats                   | Herself                       | Documentary      |
| 2005 | Sarah Silverman: Jesus Is Magic   | Herself                       | Also writer      |
| 2005 | Rent                              | Alexi Darling                 |                  |
| 2006 | I Want Someone to Eat Cheese With | Beth                          |                  |
| 2006 | School for Scoundrels             | Becky                         |                  |
| 2007 | Futurama: Bender's Big Score      | Michelle (voce)               | Direct-to-DVD    |
| 2008 | Super High Me                     | Herself                       | Documentary      |
| 2008 | A Bad Situationist                | Jamy Shonelike                | Direct-to-DVD    |
| 2009 | Saint John of Las Vegas           | Jill                          |                  |
| 2009 | Funny People                      | Herself                       | Cameo            |
| 2010 | Peep World                        | Cheri Meyerwitz               |                  |
| 2011 | The Muppets                       | Restaurant greeter            | Cameo            |
| 2011 | Take This Waltz                   | Geraldine                     |                  |
| 2012 | Wreck-It Ralph                    | Vanellope von Schweetz (voce) |                  |
| 2014 | Gravy                             | Bethany                       |                  |
| 2014 | A Million Ways to Die in the West | Ruth                          |                  |
| 2014 | Cops, Cum, Dicks and Flying       | Lieutenant Silverman          | Short film       |
| 2015 | I Smile Back                      | Laney                         |                  |
| 2015 | Ashby                             | June Wallis                   |                  |
| 2015 | Still Punching the Clown          | TBA                           | Post-production  |
| 2016 | Conner4real                       | TBA                           | Post-production  |
| 2016 | The Book of Henry                 | TBA                           | în producție     |

### Televiziune
| An           | Titlu                                | Rol                                             | Note                                                               |
| ------------ | ------------------------------------ | ----------------------------------------------- | ------------------------------------------------------------------ |
| 1993–1994    | Saturday Night Live                  | Various roles                                   | 18 episoade; also writer                                           |
| 1995–1997    | Mr. Show with Bob and David          | Various roles                                   | 10 episoade                                                        |
| 1996         | Star Trek: Voyager                   | Rain Robinson                                   | 2 episoade                                                         |
| 1996–1998    | The Larry Sanders Show               | Wendy                                           | 3 episoade                                                         |
| 1997         | Seinfeld                             | Emily                                           | Episodul "The Money"                                               |
| 1997         | Brotherly Love                       | Rosa                                            | Episodul "Pizza Girl"                                              |
| 1997         | JAG                                  | Lt. Schiparelli                                 | Episodul "Blind Side"                                              |
| 1997         | The Naked Truth                      | Ali Walters                                     | Episodul "Look at Me! Look at Me!"                                 |
| 1998         | Dr. Katz, Professional Therapist     | Herself (voce)                                  | Episodul "Alderman"                                                |
| 2000         | Manhattan, AZ                        | Dakota                                          | Episodul "Jake's Daughter"                                         |
| 2000–2013    | Futurama                             | Michelle (voce)                                 | 2 episoade                                                         |
| 2000         | Super Nerds                          | Gwen                                            | Pilot                                                              |
| 2000         | Rocky Times                          | Kate                                            | Pilot                                                              |
| 2002         | V.I.P.                               | Lucy Stanton                                    | Episodul "48 1/2 Hours"                                            |
| 2002         | Saddle Rash                          | Hanna Headstrong (voce)                         | Pilot                                                              |
| 2002         | Greg the Bunny                       | Alison Kaiser                                   | 13 episoade                                                        |
| 2003         | Frasier                              | Jane                                            | Episodul "Maris Returns"                                           |
| 2003–2007    | Crank Yankers                        | Hadassah Guberman (voce)                        | 4 episoade                                                         |
| 2004         | Pilot Season                         | Susan Underman                                  | 2 episoade                                                         |
| 2004         | Aqua Teen Hunger Force               | Robositter (voce)                               | Episodul "Robositter"                                              |
| 2004         | Drawn Together                       | Bleh (voce)                                     | Episodul "The Other Cousin"                                        |
| 2004–2008    | Monk                                 | Marci Maven                                     | 3 episoade                                                         |
| 2005         | American Dad!                        | Stripper (voce)                                 | Episodul "Stan Knows Best"                                         |
| 2005         | Tom Goes to the Mayor                | Barb Dunderbarn (voce)                          | Episodul "Pipe Camp"                                               |
| 2006         | Robot Chicken                        | Various voices                                  | 2 episoade                                                         |
| 2007–2010    | The Sarah Silverman Program          | Herself                                         | 32 episoade; also co-creator, writer and executive producer        |
| 2010–2014    | The Simpsons                         | Nikki / Herself (voices)                        | 3 episoade                                                         |
| 2011         | The Good Wife                        | Stephanie Engler                                | Episodul "Getting Off"                                             |
| 2011         | Childrens Hospital                   | Britches                                        | Episodul "Ward 8"                                                  |
| 2011         | Bored to Death                       | Lori                                            | Episodul "I Keep Taking Baths Like Lady Macbeth"                   |
| 2011–2013    | The League                           | Heather Nowzick                                 | 2 episoade                                                         |
| 2011–present | Bob's Burgers                        | Ollie Pesto / Ms. Schnur / Lead Singer (voices) | 25 episoade                                                        |
| 2012–2014    | Louie                                | Herself                                         | 3 episoade                                                         |
| 2012         | Susan 313                            | Susan Farrow                                    | Pilot; also co-creator, writer and executive producer              |
| 2013         | Out There                            | Amy (voce)                                      | Episodul "Ace's Wild"                                              |
| 2013         | Comedy Bang! Bang!                   | Herself                                         | Episodul "Sarah Silverman Wears a Black Dress With A White Collar" |
| 2013         | People in New Jersey                 | Melanie Levin                                   | Pilot                                                              |
| 2013         | Comedy Central Roast of James Franco | Herself                                         | Television special                                                 |
| 2013         | Sarah Silverman: We Are Miracles     | Herself                                         | Stand-up special; also writer and executive producer               |
| 2014         | Maron                                | Herself                                         | Episodul "Marc on Talking Dead"                                    |
| 2014-prezent | Masters of Sex                       | Helen                                           | 5 episoade                                                         |
| 2014         | Saturday Night Live                  | Herself (host)                                  | Episodul "Sarah Silverman/Maroon 5"                                |
| 2015         | Man Seeking Woman                    | Josh's right hand (voce)                        | Episodul "Pitbull"                                                 |

### Videoclipuri
| 2006 | "Rise Up With Fists!!"   | Jenny Lewis with the Watson Twins | [ 9 ]  |
| 2009 | "Death to All But Metal" | Steel Panther                     | [ 10 ] |
| 2013 | "We Do Not Belong"       | Psychic Friend                    | [ 11 ] |
| 2013 | "Perfect Night"          | will.i.am                         | [ 12 ] |
| 2015 | "$ave Dat Money"         | Lil Dicky                         | [ 13 ] |

### Jocuri video
| An   | Titlu                                | Rol                           |
| ---- | ------------------------------------ | ----------------------------- |
| 2012 | Wreck-it Ralph                       | Vanellope Von Schweetz (voce) |
| 2013 | Disney Infinity                      | Vanellope Von Schweetz (voce) |
| 2014 | Disney Infinity: Marvel Super Heroes | Vanellope Von Schweetz (voce) |
| 2015 | Disney Infinity 3.0                  | Vanellope Von Schweetz (voce) |